# Lista de músicas de VAST
Estão listadas abaixo todas as músicas disponíveis do VAST que existem com seus respectivos discos. Para músicas não lançadas do VAST, verificar o artigo Músicas não lançadas do VAST.
Nota: As músicas estão listadas em ordem alfabética, seguidas pela duranção da música e título do disco.

## A
- A Better Place - 3:23 - Music for People
- All I Found Was You (Japanese Fantasy) - 3:25 - Turquoise & Crimson (Retail Version)

## B
- Beautiful - 3:33 - Turquoise & Crimson (Retail Version)
- Be With Me - 3:54 - Nude
- Be With Me - 3:53 - Turquoise & Crimson (Retail Version)
- Be With Me - 3:35 - April (Online Version)
- Blue - 3:25 - Music for People
- Blue - 4:17 - Seattle 2007
- Bruise - 3:17 - Turquoise & Crimson (Retail Version)

## C
- Candle - 3:28 - Nude
- Candle - 4:01 - Turquoise & Crimson (Retail Version)
- Cannibal - 3:19 - A Complete Demonstration
- Channel Zero - 5:20 - A Complete Demonstration

## D
- Dead Angels - 3:25 - Turquoise & Crimson (Retail Version)
- Dedicate (A Place for Me) - 4:18 - April (Retail Version)
- Desert Garden - 3:43 - Nude
- Desert Garden - 3:17 - Turquoise & Crimson (Retail Version)
- Desert Garden - 3:26 - Live at CBGB's
- Desert Garden - 3:03 - Seattle 2007
- Dirty Hole - 5:36 - Visual Audio Sensory Theater
- Dirty Hole - 5:37 - A Complete Demonstration
- Don't Take Your Love Away - 4:57 - Nude
- Don't Take Your Love Away - 4:53 - Turquoise & Crimson (Retail Version)

## E
- Ecstacy - 3:34 - Nude
- Ecstasy - 3:29 - Turquoise & Crimson (Retail Version)
- Electric Womb - 3:50 - A Complete Demonstration
- Enemy - 3:32 - A Complete Demonstration
- Everything Passing By - 4:01 - April (Retail Version)
- Evil Little Girl - 3:59 - Turquoise & Crimson (Retail Version)

## F
- Falling from the Sky - 3:27 - Nude (EU Version)
- Falling from the Sky - 3:05 - Turquoise & Crimson (Retail Version)
- Falling from the Sky - 3:14 - Live at CBGB's
- Falling from the Sky - 3:04 - Seattle 2007
- Flames - 4:37 - Visual Audio Sensory Theater
- Flames - 4:33 - A Complete Demonstration
- Flames - 4:06 - Seattle 2007
- Free - 3:07 - Music for People
- Free - 3:15 - Live at CBGB's
- Frog - 3:04 - April (Retail Version)

## G
- Goodbye - 3:04 - Turquoise & Crimson (Retail Version)

## H
- Having Part of You - 4:01 - April (Online Version)
- Here - 4:56 - Visual Audio Sensory Theater
- Here - 3:52 - Live at CBGB's
- Here - 4:43 - Seattle 2007

## I
- I Am a Vampire - 2:58 - April (Online Version)
- I Am a Vampire - 3:00 - April (Retail Version)
- I Can't Say No (To You) - 4:19 - Nude
- I Can't Say No (To You) - 4:12 - Turquoise & Crimson (Retail Version)
- I Can't Say No (To You) - 3:39 - April (Online Version)
- I Can't Say No (To You) - 3:48 - Live at CBGB's
- I Don't Have Anything - 3:46 - Music for People
- I Don't Have Anything - 3:21 - Live at CBGB's
- I Don't Have Anything - 3:25 - Seattle 2007
- If You Are in Heaven - 4:41 - A Complete Demonstration
- I'm Dying - 4:09 - Visual Audio Sensory Theater
- I'm Too Good - 3:22 - April (Online Version)
- I'm Too Good - 3:25 - April (Online Version)
- I Need to Say Goodbye - 3:22 - Nude
- I Need to Say Goodbye - 3:23 - Turquoise & Crimson (Retail Version)
- Intro - 1:45 - Live at CBGB's
- Is It Me - 2:54 - April (Retail Version)
- I Want to Take You There - 3:50 - A Complete Demonstration
- I Woke Up L.A. - 3:39 - Nude (EU Version)
- I Woke Up L.A. - 3:30 - Turquoise & Crimson (Retail Version)

## J
- Jaded - 4:09 - A Complete Demonstration
- Japanese Fantasy - 3:01 - Nude

## L
- Lady of Dreams - 2:53 - Music for People
- Land of Shame - 3:26 - Music for People
- Lost - 4:01 - Nude
- Lost - 2:37 - Turquoise & Crimson (Retail Version)

## M
- My TV and You - 2:40 - Music for People
- My TV And You - 2:47 - Seattle 2007

## O
- One More Day - 3:31 - April (Online Version)
- One More Day - 3:33 - April (Retail Version)

## P
- Pretty When You Cry - 3:50 - Visual Audio Sensory Theater
- Pretty When You Cry - 3:02 - A Complete Demonstration
- Pretty When You Cry - 3:50 - Live at CBGB's
- Pretty When You Cry - 3:56 - Seattle 2007

## S
- Señorita - 2:50 - Turquoise & Crimson (Retail Version)
- She Visits Me - 2:54 - April (Online Version)
- She Visits Me - 2:54 - April (Retail Version)
- Skin Cage - 4:37 - A Complete Demonstration
- Somewhere Else to Be - 3:05 - Visual Audio Sensory Theater
- Song Without a Name - 3:32 - Music for People
- Sunday I'll Be Gone - 3:30 - April (Online Version)
- Sunday I'll Be Gone - 3:37 - April (Retail Version)

## T
- Take Me With You - 3:35 - April (Retail Version)
- Tattoo of Your Name - 3:46 - April (Online Version)
- Tattoo of Your Name - 3:31 - Live at CBGB's
- Tattoo of Your Name - 3:45 - Seattle 2007
- Tattoo of Your Name - 3:45 - April (Retail Version)
- Temptation - 3:09 - Visual Audio Sensory Theater
- Temptation - 3:27 - Live at CBGB's
- Temptation - 3:35 - Seattle 2007
- That's My Boy - 3:54 - Turquoise & Crimson (Retail Version)
- That's My Boy - 4:06 - Live at CBGB's
- The Gates of Rock 'N' Roll - 3:24 - Music for People
- The Last One Alive - 3:38 - Music for People
- The Last One Alive - 3:57 - Live at CBGB's
- The Last One Alive / Free - 7:10 - Seattle 2007
- The Niles Edge - 4:35 - Visual Audio Sensory Theater
- The Niles Edge - 4:23 - A Complete Demonstration
- Three Doors - 4:58 - Visual Audio Sensory Theater
- Three Doors - 3:54 - A Complete Demonstration
- Three Doors - 5:01 - Seattle 2007
- Thrown Away - 4:01 - Nude
- Thrown Away - 4:00 - Turquoise & Crimson (Retail Version)
- Thrown Away - 4:01 - Live at CBGB's
- Thrown Away - 3:59 - Seattle 2007
- Touched - 3:57 - Visual Audio Sensory Theater
- Touched - 4:04 - A Complete Demonstration
- Touched - 4:24 - Live at CBGB's
- Touched - 4:32 - Seattle 2007
- Turquoise - 3:20 - Nude
- Turquoise - 3:19 - Turquoise & Crimson (Retail Version)
- Turquoise - 3:19 - Live at CBGB's
- Turquoise - 3:22 - Seattle 2007

## U
- Untitled - 3:42 - Visual Audio Sensory Theater

## W
- We Will Meet Again - 3:39 - Music for People
- What Else Do I Need - 3:37 - Music for People
- Where It Never Rains - 3:30 - Turquoise & Crimson (Retail Version)
- Winter in My Heart - 3:36 - Nude
- Winter in My Heart - 3:36 - Turquoise & Crimson (Retail Version)

## Y
- You - 4:55 - Visual Audio Sensory Theater
- You're Too Young - 3:03 - April (Online Version)
- You're Too Young - 3:02 - Live at CBGB's
- You're Too Young - 3:12 - Seattle 2007
- You're Too Young - 3:11 - April (Retail Version)